# 喬克奇瓦尼山
16°39′58″S 68°40′39″W / 16.66611°S 68.67750°W
喬克奇瓦尼山（Chuqi Ch'iwani），是玻利維亞的山峰，位於該國西部拉巴斯省的因加維省，處於維尼亞馬爾卡湖東南面，屬於安第斯山脈中奇利亞-基姆薩查塔山脈的一部分，海拔高度4,695米。